# استیو فورنس
استیون رابرت "استیو" فورنس (انگلیسی: Stephen Robert "Steve" Furness; زاده ۵ دسامبر ۱۹۵۰ – درگذشته ۹ فوریهٔ ۲۰۰۰) بازیکن فوتبال انگلیسی-ارمنیتبار اهل ایالات متحده آمریکا بود. فورنس در واریک، رود آیلند بزرگ شد. وی مدرک کارشناسی ارشد در رشته مدیریت ورزشی از دانشگاه ایالتی میشیگان کسب نمود. در سال ۱۹۹۹ توسط مجله اسپورتس ایلاستریتد به عنوان یکی از ۵۰ چهره ورزشی برتر رودآیلند در سده بیستم انتخاب شد. وی در ۹ فوریه ۲۰۰۰ به‌طور غیرمنتظره بر اثر حمله قلبی درگذشت.

## باشگاهی
از باشگاه‌های لیگ ملی فوتبال که در آن بازی کرده‌است می‌توان به دیترویت لاینز و پیتسبرگ استیلرز اشاره کرد.